# Friedrich Scholz (Komponist)

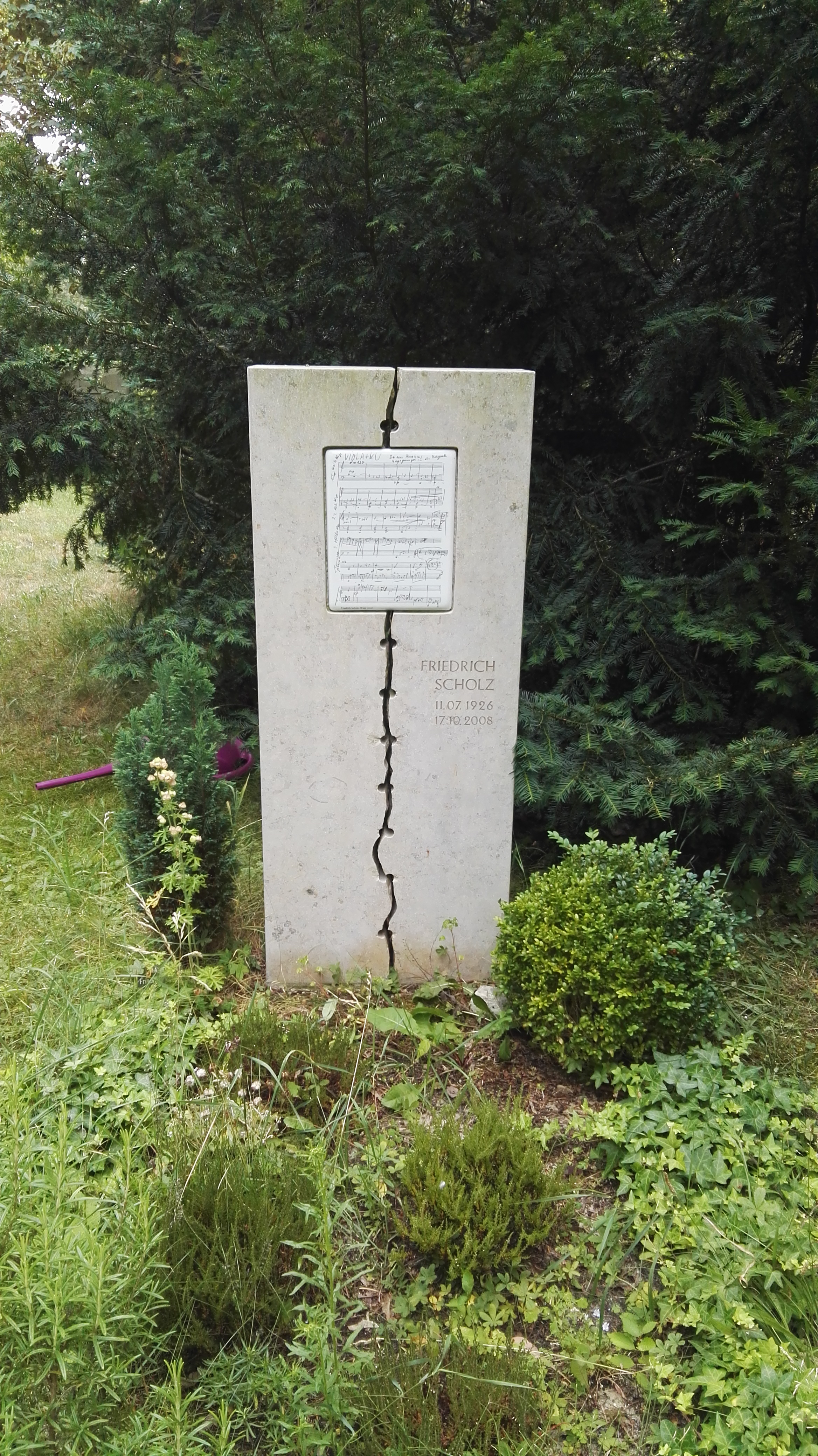
Grabstätte von Scholz auf dem Luisenstädtischen Friedhof

Friedrich Scholz (* 11. Juli 1926 in Kattowitz; † 17. Oktober 2008 in Berlin) war ein deutscher Komponist und Schriftsteller.

## Karriere
Friedrich Scholz verbrachte die Kindheit in Oberschlesien. Nach dem Zweiten Weltkrieg floh er in einen kleinen Ort in der Nähe von Berlin.
In Berlin studierte er Komposition und Klavier. Er arbeitete als Hörspiel- und Filmmusikkomponist unter anderem für den RIAS und die ARD, z. B. für den sechsteiligen Fernsehfilm  Vor dem Sturm (1984), der nach dem gleichnamigen Roman von Theodor Fontane entstand. Er schrieb Sinfonien, Chor- und Kammermusik und veröffentlichte mehrere Werke als Schriftsteller. 1987 wurde er für seinen Science-Fiction-Roman Nach dem Ende mit dem Deutschen Science Fiction Preis ausgezeichnet.
Er lebte in Berlin und Osttirol.
Er ist auf dem Luisenstädtischen Friedhof in Berlin begraben.

## Filmografie (Auswahl)
- 1966: Thérèse Raquin (Fernsehfilm)
- 1970: Tatort: Taxi nach Leipzig (Fernsehreihe)
- 1973: Tatort: Platzverweis für Trimmel (Fernsehreihe)
- 1973: Mein Onkel Benjamin (Fernsehfilm)
- 1974: Tatort: Gift (Fernsehreihe)
- 1976: Verdunkelung (Fernsehfilm)
- 1978: Der Führerschein (Fernsehfilm)
- 1980: Der Urlaub (Fernsehfilm)
- 1981: Collin (Fernsehfilm)
- 1981: Zurück an den Absender (Fernsehfilm)
- 1982: Sonderdezernat K1 (Fernsehserie)
- 1984: Vor dem Sturm (Fernseh-Mehrteiler)
- 1988: Tatort: Schuldlos schuldig (Fernsehreihe)

## Romane
- Nach dem Ende. Science-fiction-Roman (= Heyne-Bücher. 6, Heyne-Science-fiction & Fantasy. 4273). Heyne, München 1988, ISBN 3-453-31253-8.